# Nippostrongylus brasiliensis
Nippostrongylus brasiliensis — вид нематод родини Heligmonellidae. Кишковий паразит гризунів, зокрема пацюків. Використовується як модельний організм для вивчення кишкових паразитів та розроблення методів боротьби з ними.

## Життєвий цикл
У процесі дозрівання нематода проходить 5 етапів линьок. Яйця Nippostrongylus brasiliensis дозрівають у ґрунті. Після вилуплення нематоди вільно живуть у ґрунті та двічі линяють. Після третьої линьки гельмінт переходить в інфекційну стадію. Нематода проникає у тіло тварини-хазяїна через шкіру. Для цього йому потрібно близько 4 годин. Потрапивши всередину хазяїна, гельмінт венозним кровообігом переноситься в легені, де потрапляє у капіляри. У капілярах нематода вчетверте линяє. На 3-4 день після зараження гельмінт розриває альвеолу, спричинюючи кашель у хазяїна. Під час кашлю паразит потрапляє у стравохід, а звідти через шлунок у кишку. Нематода осідає в тонкій кишці. Там вони линяє вп'яте і через 6 днів після інфікування починає відкладати яйця. Яйця з калом попадають у ґрунт, де життєвий цикл починається заново.